# Sobreviviente designado

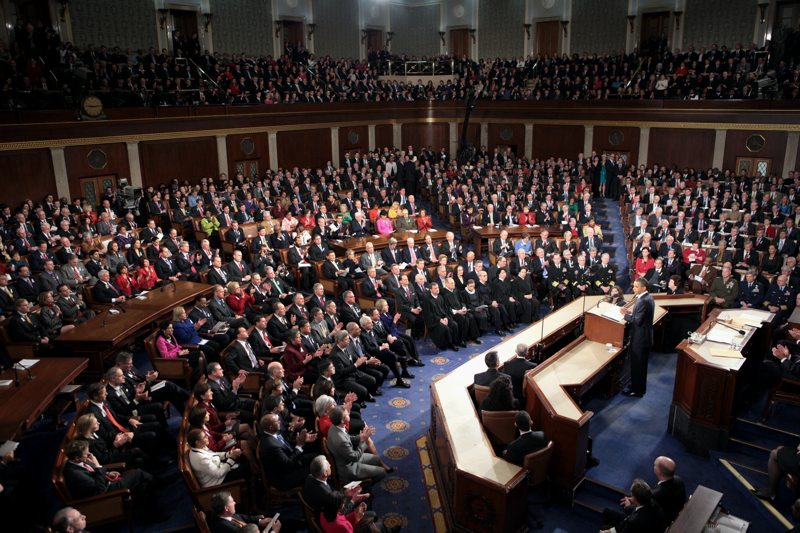
Sesión conjunta del Congreso durante el discurso del Estado de la Unión de 2011.

En Estados Unidos, un sobreviviente designado (también llamado sucesor designado o superviviente designado) es un individuo en la línea presidencial de sucesión, usualmente un miembro del Gabinete, que está dispuesto a estar en un lugar físicamente distante, seguro y no revelado cuando el presidente y otros principales líderes del país (por ejemplo, el vicepresidente y los miembros del Gabinete) se reúnen en un único lugar.
Esto ocurre por ejemplo en el discurso del Estado de la Unión y las inauguraciones presidenciales. 
Su objetivo es garantizar la continuidad del gobierno en caso de un evento catastrófico que acabe con la vida del presidente y la de los funcionarios en la línea presidencial de sucesión. Si ocurriera tal acontecimiento, matando tanto al presidente como al vicepresidente, el funcionario superviviente más alto de la línea, posiblemente el sobreviviente designado, se convertiría en el presidente interino del país bajo la Ley de Sucesión Presidencial.

## Historia
La práctica de nombrar a un sobreviviente designado se originó durante la Guerra Fría con su riesgo de ataque nuclear. Solo los miembros del gabinete que son elegibles para suceder en la presidencia (es decir, los ciudadanos de nacimiento de más de 35 años de edad, que han residido en los Estados Unidos por lo menos 14 años) son elegidos como supervivientes designados. Por ejemplo, la secretaria de Estado Madeleine Albright no era una ciudadana nacida en Estados Unidos, era naturalizada, para ser presidente de Estados Unidos, hay que nacer en el territorio continental de Estados Unidos o en uno de sus territorios (habiendo emigrado a los Estados Unidos desde Checoslovaquia) y por lo tanto no estaba en la línea de la sucesión presidencial. El sobreviviente designado recibirá seguridad y transporte a nivel presidencial durante el evento. Un ayudante lleva un maletín nuclear con ellos. Sin embargo, no se les da una información sobre qué hacer en caso de que los otros sucesores a la presidencia sean asesinados.
Desde 2005, los miembros del Congreso también han servido como sobrevivientes designados. Además de servir como una asamblea legislativa en caso de que todos sus colegas fueran asesinados, un representante y un senador sobrevivientes podrían ascender a las oficinas del presidente de la Cámara y presidente pro tempore del Senado, oficinas que inmediatamente siguen al vicepresidente en la línea de sucesión. Si tal superviviente legislativo fue el presidente o presidente pro tempore - en cuanto a las declaraciones del Estado de la Unión de 2005, 2006 y 2007, en las cuales el presidente pro tempore Ted Stevens (R-Alaska) o el senador Robert Byrd (D-West Virginia) fue también un superviviente designado - él o ella se convertiría en el presidente en funciones en lugar del miembro del Gabinete sobreviviente. Sin embargo, no está claro si otro legislador podría hacerlo sin ser elegido por primera vez a esa posición de liderazgo por un quórum de su respectiva casa.
Para el Estado de la Unión 2010, el secretario de Vivienda y Desarrollo Urbano Shaun Donovan fue el sobreviviente designado. La secretaria de Estado Hillary Clinton también estaba ausente en el momento del discurso. Sin embargo, las reglas del servicio secreto impidieron a Clinton ser nombrada la sobreviviente designado puesto que era de conocimiento público que ella estaba en una conferencia en Londres durante el acontecimiento. Si se hubiese producido una calamidad en Washington, Clinton (y no Donovan) se habría convertido en presidenta, ya que su cargo era mayor en la línea de sucesión.

## Lista de sobrevivientes designados
| Fecha                    | Ocasión | Designado/a | Posición | Referencias          |
| ------------------------ | --- | --- | --- | -------------------- |
| 18 de febrero de 1981    | Discurso Presidencial en sesión conjunta del Congreso                                                                   | Terrel Bell | Secretario de Educación | [ 6 ]                |
| 25 de enero de 1984      | Discurso del Estado de la Unión                                                                                         | Samuel Pierce | Secretario de Vivienda y Desarrollo Urbano | [ 4 ] [ 7 ] [ 8 ]    |
| 21 de enero de 1985      | Segunda Investidura Presidencial de Ronald Reagan                                                                       | Margaret Heckler | Secretaria de Salud y Servicios Humanos | [ 9 ]                |
| 6 de febrero de 1985     | Discurso del Estado de la Unión                                                                                         | Malcolm Baldrige | Secretario de Comercio | [ 10 ]               |
| 4 de febrero de 1986     | Discurso del Estado de la Unión                                                                                         | John Block | Secretario de Agricultura | [ 11 ]               |
| 27 de enero de 1987      | Discurso del Estado de la Unión                                                                                         | Richard Lyng | Secretario de Agricultura | [ 12 ]               |
| 25 de enero de 1988      | Discurso del Estado de la Unión                                                                                         | Donald Hodel | Secretario del Interior |                      |
| 9 de febrero de 1989     | Discurso Presidencial en sesión conjunta del Congreso                                                                   | Lauro Cavazos | Secretario de Educación | [ 13 ]               |
| 31 de enero de 1990      | Discurso del Estado de la Unión                                                                                         | Edward J. Derwinski | Secretario de Asuntos de los Veteranos | [ 14 ]               |
| 29 de enero de 1991      | Discurso del Estado de la Unión                                                                                         | Manuel Lujan | Secretario del Interior | [ 15 ]               |
| 28 de enero de 1992      | Discurso del Estado de la Unión                                                                                         | Ed Madigan | Secretario de Agricultura |                      |
| 17 de febrero de 1993    | Discurso Presidencial en sesión conjunta del Congreso                                                                   | Bruce Babbitt | Secretario del Interior |                      |
| 25 de enero de 1994      | Discurso del Estado de la Unión                                                                                         | Mike Espy | Secretario de Agricultura |                      |
| 24 de enero de 1995      | Discurso del Estado de la Unión                                                                                         | Federico Peña | Secretario de Transporte |                      |
| 23 de enero de 1996      | Discurso del Estado de la Unión                                                                                         | Donna Shalala | Secretaria de Salud y Servicios Humanos | [ 16 ]               |
| 4 de febrero de 1997     | Discurso del Estado de la Unión                                                                                         | Dan Glickman | Secretario de Agricultura | [ 17 ]               |
| 28 de enero de 1998      | Discurso del Estado de la Unión                                                                                         | William Daley | Secretario de Comercio |                      |
| 19 de enero de 1999      | Discurso del Estado de la Unión                                                                                         | Andrew Cuomo | Secretario de Vivienda y Desarrollo Urbano | [ 18 ]               |
| 27 de enero de 2000      | Discurso del Estado de la Unión                                                                                         | Bill Richardson | Secretario de Energía | [ 19 ]               |
| 27 de febrero de 2001    | Discurso Presidencial en sesión conjunta del Congreso                                                                   | Anthony Principi | Secretario de Asuntos de los Veteranos |                      |
| 20 de septiembre de 2001 | Discurso Presidencial en sesión conjunta del Congreso (convocado a raíz de los atentados del 11 de septiembre)          | Dick Cheney | Vicepresidente | [ 4 ] [ 20 ]         |
| 20 de septiembre de 2001 | Discurso Presidencial en sesión conjunta del Congreso (convocado a raíz de los atentados del 11 de septiembre)          | Tommy Thompson | Secretario de Salud y Servicios Humanos | [ 4 ] [ 20 ]         |
| 29 de enero de 2002      | Discurso del Estado de la Unión                                                                                         | Gale Norton | Secretario del Interior | [ 21 ]               |
| 28 de enero de 2003      | Discurso del Estado de la Unión                                                                                         | John Ashcroft | Fiscal general | >                    |
| 28 de enero de 2003      | Discurso del Estado de la Unión                                                                                         | Norman Mineta | Secretario de Transporte | >                    |
| 20 de enero de 2004      | Discurso del Estado de la Unión                                                                                         | Donald Evans | Secretario de Comercio | [ 23 ]               |
| 20 de enero de 2005      | Segunda Investidura Presidencial de George W. Bush                                                                      | Gale Norton | Secretario del Interior | [ 24 ] [ 25 ]        |
| 2 de febrero de 2005     | Discurso del Estado de la Unión                                                                                         | Donald Evans | Secretario de Comercio | [ 26 ] [ 27 ]        |
| 2 de febrero de 2005     | Discurso del Estado de la Unión                                                                                         | Ted Stevens | Presidente pro tempore del Senado | [ 26 ] [ 27 ]        |
| 31 de enero de 2006      | Discurso del Estado de la Unión                                                                                         | Jim Nicholson | Secretario de Asuntos de los Veteranos | [ 26 ] [ 28 ]        |
| 31 de enero de 2006      | Discurso del Estado de la Unión                                                                                         | Ted Stevens | Presidente pro tempore del Senado | [ 26 ] [ 28 ]        |
| 23 de enero de 2007      | Discurso del Estado de la Unión                                                                                         | Alberto Gonzales | Fiscal general | [ 29 ]               |
| 28 de enero de 2008      | Discurso del Estado de la Unión                                                                                         | Dirk Kempthorne | Secretario de Interior | [ 30 ]               |
| 20 de enero de 2009      | Primera Investidura Presidencial de Barack Obama                                                                        | Robert Gates | Secretario de Defensa | [ 31 ] [ 32 ]        |
| 24 de febrero de 2009    | Discurso Presidencial en sesión conjunta del Congreso                                                                   | Eric Holder | Fiscal general | [ 33 ]               |
| 9 de septiembre de 2009  | Discurso Presidencial en sesión conjunta del Congreso (convocado a raíz de la propuesta de reforma al sistema de salud) | Steven Chu | Secretario de Energía | [ 34 ]               |
| 27 de enero de 2010      | Discurso del Estado de la Unión                                                                                         | Shaun Donovan | Secretario de Vivienda y Desarrollo Urbano |                      |
| 25 de enero de 2011      | Discurso del Estado de la Unión                                                                                         | Ken Salazar | Secretario del Interior | [ 35 ]               |
| 24 de enero de 2012      | Discurso del Estado de la Unión                                                                                         | Tom Vilsack | Secretario de Agricultura | [ 36 ]               |
| 21 de enero de 2013      | Segunda Investidura Presidencial de Barack Obama                                                                        | Eric Shinseki | Secretario de Asuntos de los Veteranos | [ 37 ]               |
| 12 de febrero de 2013    | Discurso del Estado de la Unión                                                                                         | Steven Chu | Secretario de Energía | [ 38 ]               |
| 28 de enero de 2014      | Discurso del Estado de la Unión                                                                                         | Ernest Moniz | Secretario de Energía | [ 39 ] [ 40 ]        |
| 20 de enero de 2015      | Discurso del Estado de la Unión                                                                                         | Anthony Foxx | Secretario de Transporte | [ 41 ] [ 42 ]        |
| 12 de enero de 2016      | Discurso del Estado de la Unión                                                                                         | Orrin Hatch | Presidente pro tempore del Senado | [ 43 ]               |
| 12 de enero de 2016      | Discurso del Estado de la Unión                                                                                         | Jeh Johnson | Secretario de Seguridad Nacional | [ 44 ]               |
| 20 de enero de 2017      | Primera Investidura Presidencial de Donald Trump                                                                        | Orrin Hatch | Presidente pro tempore del Senado | [ 45 ]               |
| 20 de enero de 2017      | Primera Investidura Presidencial de Donald Trump                                                                        | Jeh Johnson | Secretario de Seguridad Nacional | [ 46 ]               |
| 28 de febrero de 2017    | Discurso Presidencial en sesión conjunta del Congreso                                                                   | David Shulkin | Secretario de Asuntos de los Veteranos | [ 47 ] [ 48 ] [ 49 ] |
| 30 de enero de 2018      | Discurso del Estado de la Unión                                                                                         | Sonny Perdue | Secretario de Agricultura | [ 50 ]               |
| 5 de febrero de 2019     | Discurso del Estado de la Unión                                                                                         | Rick Perry | Secretario de Energía | [ 51 ]               |
| 4 de febrero de 2020     | Discurso del Estado de la Unión                                                                                         | David Bernhardt | Secretario del Interior | [ 52 ] [ 53 ]        |
| 20 de enero de 2021      | Investidura Presidencial de Joe Biden                                                                                   | Desconocido | – | [ 54 ]               |
| 28 de abril de 2021      | Discurso presidencial en sesión conjunta del Congreso                                                                   | Ninguno. A raíz de los protocolos tomados por la emergencia del COVID-19, la mayoría del gabinete no estuvo presente debido a las limitaciones de público, salvo por el Secretario de Estado Antony Blinken y el Secretario de Defensa Lloyd Austin, quienes si asistieron, por lo cual la designación no fue necesaria. Como la Vicepresidenta Kamala Harris, la líder de la Cámara de Representantes Nancy Pelosi y el presidente pro tempore del Senado de los Estados Unidos Patrick Leahy también asistieron, la Secretaria del Tesoro Janet Yellen fue la sobreviviente designada de facto, al ser la política de más alto rango dentro de la línea de sucesión presidencial que no asistió al discurso. | Ninguno. A raíz de los protocolos tomados por la emergencia del COVID-19, la mayoría del gabinete no estuvo presente debido a las limitaciones de público, salvo por el Secretario de Estado Antony Blinken y el Secretario de Defensa Lloyd Austin, quienes si asistieron, por lo cual la designación no fue necesaria. Como la Vicepresidenta Kamala Harris, la líder de la Cámara de Representantes Nancy Pelosi y el presidente pro tempore del Senado de los Estados Unidos Patrick Leahy también asistieron, la Secretaria del Tesoro Janet Yellen fue la sobreviviente designada de facto, al ser la política de más alto rango dentro de la línea de sucesión presidencial que no asistió al discurso. |                      |
| 1 de marzo de 2022       | Discurso del estado de la Unión                                                                                         | Gina Raimondo | Secretaria de Comercio | [ 55 ]               |
| 7 de febrero de 2023     | Discurso del estado de la Unión                                                                                         | Marty Walsh | Secretario de Trabajo | [ 56 ]               |
| 7 de febrero de 2024     | Discurso del estado de la Unión                                                                                         | Miguel Cardona | Secretario de Educación | [ 57 ]               |
| 20 de enero de 2025      | Segunda Investidura Presidencial de Donald Trump                                                                        | Ninguno | |                      |

## En la cultura popular
- En la película original de 1991 de HBO By Dawn's Early Light ("Operación: Destino... La última guerra" en castellano), el secretario del Interior de los Estados Unidos se convierte en el presidente de los Estados Unidos después de un primer ataque nuclear soviético.
- En el programa de televisión The West Wing, el episodio "Lo hará de vez en cuando..." presenta al presidente Josiah Bartlet hablando con el secretario de Agricultura Roger Tribbey en la Oficina Oval antes de partir para su discurso sobre el Estado de la Unión. La elección de los supervivientes designados se muestra al comienzo del episodio, generando una discusión sobre cómo funciona.
- La serie de televisión 2016 Designated Survivor interpreta a Kiefer Sutherland como Tom Kirkman, el secretario de Vivienda y Desarrollo Urbano. Kirkman se convierte en presidente después de un ataque terrorista durante el Estado de la Unión mata al presidente, el vicepresidente, y cada individuo por delante de él en la línea de sucesión.